# 阿馬尼亞克派與勃艮第派內戰
阿馬尼亞克-勃艮第內戰（法語：Guerre civile entre Armagnacs et Bourguignons）是1407年到1435年間發生的法國內戰。此時正處於英法百年戰爭的中間休戰期，同時也牽連教皇間的權力鬥爭。

## 背景
兩個派系的領袖都擁有親近法國王室的男性嫡傳血統，因此對於法蘭西王國的事務有很大的影響力，他們對政府的掌控力互相競爭以及歧見成為了衝突的基礎。奧爾良支系，又名瓦盧瓦-奧爾良家族，是由法王查理五世較年幼的兒子，奧爾良公爵路易一世領導。而瓦盧瓦-勃艮地家族則是由查理五世的末弟，勃艮地公爵勇敢的菲利普領導。兩者是分別領有奧爾良公國與勃艮地公國采邑的同級貴族，但雙方都不具有法蘭西王室的優先繼承權。
這場內戰發生在法王查理六世統治时期，可以說是經濟、社會、宗教體系之間二元化的衝突。一方是法國，經濟有著強勢的農業，社會體系建立於嚴格的封建、宗教體制。另一方是英國，由於其多雨的氣候而適合發展牧業，社會結構偏重城市的中產階級與工匠。同樣處在法蘭西的勃艮第派偏好英國的經濟模式（主要是受到的法蘭德斯地區的影响，其布料商人是英國紡織業的主要客戶），相對地阿馬尼亞克派主張維護法國的經濟模式。
另一方面，在教會大分裂中，阿馬尼亞克派支持亞威農教廷的對立教宗克勉七世，與勃良第派支持的羅馬教宗烏爾班六世相抗衡。

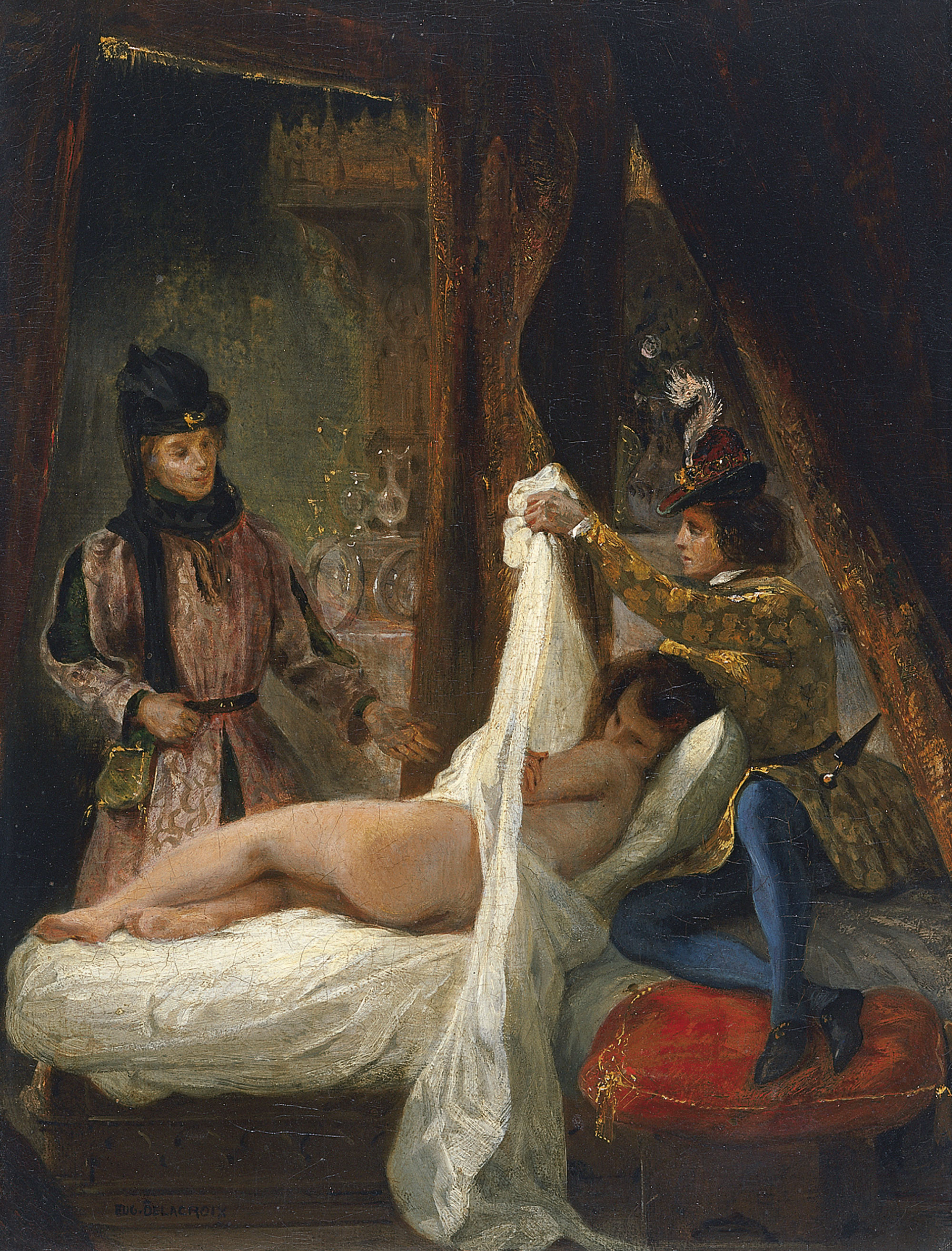
奧爾良的路易揭開情婦- 歐仁·德拉克羅瓦

查理六世的叔叔勃艮第公爵勇敢的菲利普在他未成年時擔任攝政（1380～1388），對王后有很大的影响力（菲利普在攝政時期安排兩人的婚事）。由於查理六世的精神問題，王后巴伐利亞的伊薩博自1393年主持由王公貴族組成的攝政議會。這個影响力逐漸移轉到疑似王后的情夫，王弟奧爾良公爵手中。
勇敢的菲利普逝世後，他的兒子無畏的約翰因為與王后疏離開始在宮廷中的失势。查理六世的其他叔叔在攝政議會中也缺乏勢力，那不勒斯的路易二世致力於管理那不勒斯王國，貝里公爵擔任奧爾良派（後來的阿馬尼亞克派）與勃艮第派間的調停者。但這兩者间的衝突一點一滴的擴大，最後引爆內戰。 
為对抗勃艮第公國的領土擴張（包含法蘭德斯地區），奧爾良公爵在1402年要求取得盧森堡地區，並將90%來自王產的收入購入马尔什地區東邊的土地和堡壘。這塊土地也被勃艮第派認為是他們的私人獵場，無畏的約翰覺得王室對奧爾良派的賞賜正抽乾他的財產。（菲利普每年有20萬利弗的收入，但約翰只有3.7萬）
奧爾良公爵想讓查理六世按他的意思進行武力干涉，他似乎想打破英法間的停戰協定，甚至挑撥要英王亨利四世來決鬥。但無畏的約翰不同意，因為法蘭德斯地區的工業要依賴英國羊毛的進口。若開戰會導致英國商品的禁運，致使工業廢弛。
這場爭鬥最初遵循禮節：無畏的約翰採用蕁麻作為他的徽章，奧爾良的路易選擇節瘤樹枝，而勃艮第公爵則以刨子為徽章。

## 戰爭爆發

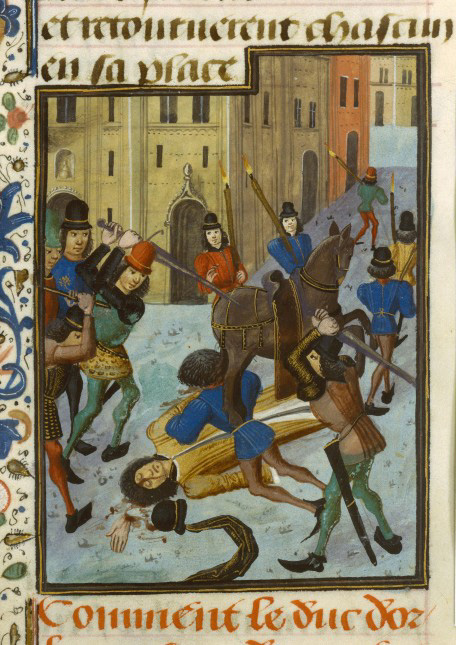
奧爾良路易遭暗殺

王弟奧爾良的路易被指控引誘、強暴勃艮第公爵夫人巴伐利亞的瑪格莉特。他也被認為是王后的情夫，根據勃艮第派的說法，他甚至是未來法王查理七世的生父。而路易和王后的關係的確非常親密，他也從法王那裡獲取許多利益，並在危急時得到國王的幫助。最後他成功將勃艮第派驅逐出議會。
無畏的約翰遭路易剝奪勢力，他利用納稅人對王室濫用稅收的不滿，開始煽動群眾（主張減稅，並重建一個有限權力的君主政治）。他因此爭取到商人、大學與其他部分人的支持。
約翰在1405年於巴黎發動示威，但並未為他奪回勢力，他因此決定要除掉他厭惡的對手。1407年11月23日約翰在巴黎發動一場謀殺，當時路易本人正前往王后的居所探視剛生產的王后。之後有人通知路易，國王查理六世急切地要見他。在路易離開王后居所時，他被十五名勃艮第公爵手下的蒙面刺客刺殺，路易的僕人與護衛無力保護他。由於約翰有巴黎市民與大學的支持，因此他可以公開承認他的謀殺行動。這次的暗殺事件成為長達三十年內戰的導火線。

## 內戰

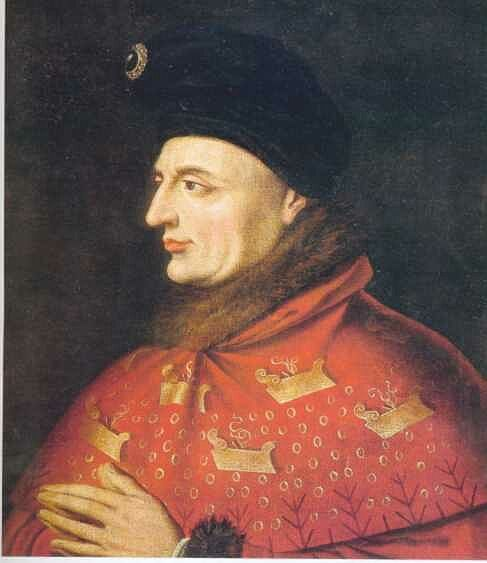
勃艮第派領導者─無畏的約翰

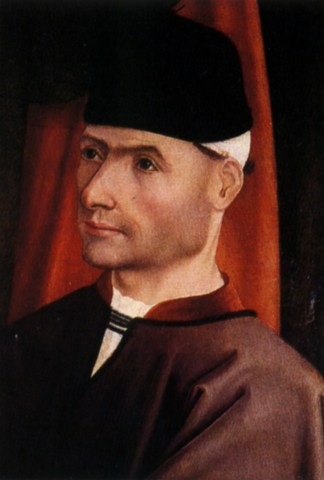
阿馬尼亞克派領導者─奧爾良的查理

奧爾良公爵的繼承人查理亟欲為父報仇，支持所有與勃艮第公爵為敵的勢力。1409年一個在沙特爾提出的和平協議幾乎終止這場鬥爭。1410年4月15日， 查理（路易之子）和波内·德·阿马尼亚克 在日安的婚禮上，由查理的岳父阿馬尼亞克公爵貝爾納七世，建立同盟對抗約翰和他的支持者。這場婚禮使奧爾良派有了新的領導者，使阿馬尼亞克公爵成為查理與他母親瓦倫蒂娜·維斯康蒂的保護者，奧爾良派因而改稱為阿馬尼亞克派。這個聯盟的其他成員包含貝里、波旁與布列塔尼公爵，以及阿朗松和克萊門特伯爵。
貝爾納七世組成一支名為「剝皮人」（Écorcheurs）的強盜團劫掠巴黎與周邊郊區。1410年11月2日雙方簽訂停戰協議，但1411年春天又再度武裝。同年10月，勃艮第公爵率領六萬人進入巴黎，攻擊布列塔尼人。雖然他最終仍撤出巴黎，但在11月8日晚間繞道奇襲並擊敗「剝皮人」。
英國趁勢利用雙方的關係，給予兩者支援。阿馬尼亞克派在1412年和英王亨利五世訂立條約，以割讓吉耶納，並承認英王在普瓦圖與昂古萊姆的宗主權為條件，來防止英國和勃艮第同盟。同樣地，無畏的約翰也以滿足英國的利益來保護法蘭德斯的布商不受英國毛料禁運的損害。
1413年，無畏的約翰支持卡博什党人叛乱造成巴黎的屠殺。恐懼的巴黎市民請求阿馬尼亞克派救援，他們在1414年重新奪回巴黎。當英國在1415年二度侵入法國時，勃艮第公爵宣布中立，讓英王亨利在同年10月於阿金庫爾戰役成功擊敗法軍（基本上由阿馬尼亞克派組成）。
1418年5月29日，在工匠和大學的支持下，巴黎被交給讓·德·維利爾斯，一位對勃艮第公爵有利的部隊長。同年6月12日，貝爾納七世和其他阿馬尼亞克派成員遭暴民殺害，約翰因此再度成為巴黎的主人，並開啟與英國的談判，而約翰似乎樂於讓英王來接收法國王位。也因此法國王太子勢必要與勃艮地和談來阻止英國與勃艮第同盟。至於無畏的約翰在取得巴黎後，近乎掌控半個法國。但他的財務狀況卻跌到谷底，所以約翰也樂意和王太子查理見面，以訂定一個有利於他的和平協議。但約翰在1419年9月10日前往與查理的會面途中遭到謀殺，殺手是阿馬尼亞克派成員，擔心查理將會走向親勃艮第派的路線。這個事件結束雙方和緩的關係，並導致英國更進一步的軍事介入。

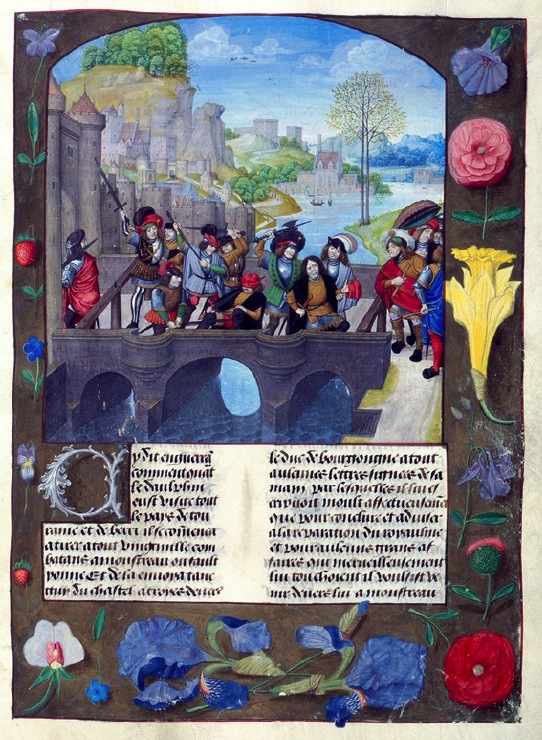
無畏的約翰遭暗殺

1435年英格蘭-勃艮第同盟與法國的領土

新任的勃艮第公爵好人菲利普與英國同盟，造成英法簽訂特魯瓦條約。條約中聲明查理七世是奧爾良的路易的私生子，而非查理六世的正統繼承人，查理六世無男性繼承人，並將查理六世之女瓦盧瓦的凱瑟琳嫁給亨利五世。英王因此接收了法國王位，而查理六世回復他發瘋前他所持有的權力。條約也要求亨利作為查理六世的攝政，管理法國東南方的剩餘領土直到查理過世。亨利未來的合法繼承人將會成為法國與英國的君主。
如同預期，這個條約受到阿馬尼亞克派的譴責，主張｢王權屬於加冕權，但加冕權不屬於王權｣。但亨利五世於1422年8月逝世，聖女貞德的介入使查理七世在1429年7月17日於兰斯搶先完成神聖加冕典禮，成為合法的君主。而亨利五世的繼承人亨利六世則在1430年12月16日才於巴黎聖母院完成加冕。

## 內戰結束
在法軍漫長的領土收復行動中，查理七世想要斷絕英格蘭與勃艮地的關係，1435年與好人菲利浦簽訂阿拉斯條約，承認勃艮地獨立。這個協議正式結束內戰，之後查理七世收復英格蘭在歐陸幾乎所有的領土。到1453年為止，英國在歐陸上的據點只剩下加萊港。

## 腳註
1. 1 2 3 4 5  Alban Dignat, 23 novembre 1407: Assassinat dans la rue Vieille du Temple, herodote.net
2. ↑  Noël Coulet, Le temps des malheurs (1348-1440) tiré de Histoire de la France des origines à nos jours sous la direction de Georges Duby, Larousse, 2007, p 405
3. 1 2  Laurent Theis, Histoire du Moyen Âge Français, Perrin 1992, p. 326-327
4. ↑  Noël Coulet, Le temps des malheurs (1348-1440) tiré de Histoire de la France des origines à nos jours sous la direction de Georges Duby, Larousse, 2007, p 418–419